# 25 Phocaea
25 Phocaea eller 1956 GC är en asteroid upptäckt av den franske astronomen Jean Chacornac den 6 april 1853 vid Marseille-observatoriet. Asteroiden har fått sitt namn efter det grekiska namnet på den turkiska staden Foça.
Den tillhör och har givit namn åt asteroidgruppen Phocaea.